# Płatforma № 1
Płatforma № 1 (ros. Платформа № 1) – przystanek kolejowy w miejscowości Wyrica, w rejonie gatczyńskim, w obwodzie leningradzkim, w Rosji. Położony jest na linii Petersburg – Wyrica – Posiołok.
Obsługiwany jest przez petersburską kolej podmiejską.